# Хьюм, Алан
Алан Хьюм (англ. George Alan Hume; 16 октября 1924 — 13 июля 2010) — британский кинооператор.

## Биография
Георг Алан Хьюм родился 16 октября 1934 года в Лондоне.
Начинал работать в начале Второй мировой войны «мальчиком на побегушках» в лаборатории киностудии «Олимпик» в Мидлсексе. Был помощником оператора на студиях «Denham Film» (1942) и «Cineguild production company».
Служил в армии, после демобилизации в 1946 году вернулся в кино. Первой самостоятельной работой стала комедия «На полном серьёзе» режиссёра Джеральда Томаса (1960). Для поклонников Бондианы и фантастической саги «Звёздные войны» известен как один из операторов, принимавших участие в создании этих лент.
Был номинирован на Премию Британского общества деятелей кино за лучшую работу оператора (1989) в фильме «Ширли Валентайн» режиссёра Льюиса Гилберта. Автор автобиографической книги «Жизнь через объектив» («A Life Through The Lens», 2004).
С 1964 года был женат на Шейле Хьюм, четверо детей.
Умер 13 июля 2010 года в Бакингемшире.

## Избранная фильмография
- 1963 — Поцелуй вампира / The Kiss of the Vampire
- 1965 — Дом ужасов доктора Террора / Dr. Terror’s House of Horrors
- 1969 — Капитан Немо и подводный город / Captain Nemo and the Underwater City
- 1973 — Из могилы / From Beyond the Grave
- 1978 — Вожди Атлантиды  / Warlords Of Atlantis
- 1978 — Психованные / The Legacy
- 1979 — Арабское приключение / Arabian Adventure
- 1981 — Только для ваших глаз / For Your Eyes Only
- 1981 — Пещерный человек / Caveman
- 1983 — Осьминожка / Octopussy
- 1983 — Звёздные войны. Эпизод VI: Возвращение джедая / Return of the Jedi
- 1984 — Супердевушка / Supergirl
- 1985 — Жизненная сила  / Lifeforce
- 1985 — Вид на убийство / A View to a Kill
- 1987 — Бедная маленькая богачка / Poor Little Rich Girl: The Barbara Hutton Story
- 1988 — Рыбка по имени Ванда / A Fish Called Wanda
- 1989 — Ширли Валентайн / Shirley Valentine
- 1991 — Сценический дебют / Stepping Out